# Pagrus major
Espèce
Statut de conservation UICN

 LC  : Préoccupation mineure
La Dorade japonaise (Pagrus major) est une espèce de poissons marins de la famille des Sparidae. Elle est également appelée Spare japonaise.
Elle est pêchée et consommée principalement au Japon, crue ou cuite.
Son nom japonais tai (タイ) se prononçant comme "félicitations" （おめでたい　Omedetai), elle est traditionnellement servie aux banquets de mariage. Pour la même raison, des pâtisseries en forme de dorade sont souvent offertes lors de la nouvelle année.